# Dębnica Kaszubska
Dębnica Kaszubska (tuż po wojnie Dębnica-Racława, kaszub. Kaszëbskô Dãbnica lub Kaszëbskô Damnica, niem. Rathsdamnitz) – wieś kaszubska w Polsce położona w województwie pomorskim, w powiecie słupskim, siedziba gminy Dębnica Kaszubska na północno-wschodnim obrzeżu Parku Krajobrazowego Dolina Słupi przy drodze wojewódzkiej nr 210 i nad rzeką Skotawą.
W skład sołectwa Dębnica Kaszubska wchodzą również miejscowości: Dargacz, Dobrzykowo, Dudzicze, Krzynia, Łysomice i Łysomiczki. Dębnica Kaszubska znajdowała się na trasie Słupskiej Kolei Powiatowej Słupsk-Budowo (rozebranej w 1945). Połączenie ze Słupskiem umożliwiały autobusy słupskiej komunikacji miejskiej (linia numer 11), a obecnie linia numer 211 PKS Słupsk.
W latach 1954–1972 wieś należała i była siedzibą władz gromady Dębnica Kaszubska. W latach 1975–1998 miejscowość administracyjnie należała do województwa słupskiego.
Od 1998 w miejscowości funkcjonowała montownia białoruskich ciężarówek MAZ.

## Nazwa
Nazwa miejscowości, po raz pierwszy odnotowana w 1623, ma pochodzenie słowiańskie i charakter topograficzny. Wywodzi się od pomorskiego kontynuantu psł. nazwy pospolitej *dǫbьnica „dębina, las dębowy”. Niemiecka nazwa Rathsdamnitz ma charakter hybrydowy kulturowo-topograficzny i składa się z dwóch członów: nazwy pospolitej Rath „rada”, wskazującej na przynależność wsi do słupskiego magistratu i pozwalającej na odróżnienie jej od pobliskiej miejscowości Hebrondamnitz „Damnica” pozostającej w rękach prywatnych, i słowiańskiej nazwy topograficznej Damnitz. Stworzona przez Stanisława Kozierowskiego nazwa Dębnica Racława, przejściowo używana w okresie bezpośrednio po II wojnie światowej jest wynikiem adideacji członu Rath do słowiańskiej nazwy osobowej Racław. Wyróżnik Kaszubska został dodany w 1946 dla odróżnienia wsi od innych miejscowości o podobnych nazwach.
Rada Języka Kaszubskiego proponuje kaszubską formę nazwy Dãbnica Kaszëbskô.

## Sołectwo
Sołectwo Dębnica Kaszubska obejmuje obszarem swych działań tereny wsi Dębnica Kaszubska, Dargacz, Dobrzykowo, Dudzicze, Krzynia, Łysomice, Łysomiczki.

### Podstawy prawne
Samorząd mieszkańców wsi sołectwa Dębnica Kaszubska został unormowany następującymi przepisami:
- Ustawy z dnia 8 marca 1990 roku o samorządzie gminnym,
- Uchwały nr XIII/64/2003 z dnia 30 października 2003 roku w sprawie uchwalenia Statutu Gminy Dębnica Kaszubska,
- Załącznik nr 4 do Ustawy nr XIX/92/2004 Rady Gminy Dębnica Kaszubska z dnia 29 kwietnia 2004 roku.

## Zabytki
- Murowano-szachulcowy kościół parafialny pw. św. Jana Chrzciciela z 1584 roku (dwukrotnie przebudowywany - w okresie 1781–1786 i w XIX wieku)

## Wspólnoty wyznaniowe
- Kościół rzymskokatolicki:
  - parafia św. Jana Chrzciciela (Kościół parafialny)
- Kościół greckokatolicki:
  - parafia św. Jana Chrzciciela (Cerkiew parafialna)
- Świadkowie Jehowy:
  - zbór Dębnica Kaszubska – Sala Królestwa: Słupsk[15].

## Ludzie związani z Dębnicą Kaszubską
- ks. Antoni Kania - proboszcz miejscowej parafii rzymskokatolickiej w latach 1950-1965